# Jimmy Clem
James Melvin „Jimmy“ Clem (* 13. Dezember 1932 in Redwater, Bowie County, Texas; † 22. Juli 2017 in Texarkana, Bowie County, Texas) war ein US-amerikanischer Schauspieler.

## Leben
Clem wurde am 13. Dezember 1932 in Redwater als Sohn von Eric Melvin Clem und Mary Florence Clem geboren. Er hatte drei Schwestern, war zweimal verheiratet und Vater zweier Söhne. Er übte mehrere Berufe aus, war unter anderem im Ölgeschäft und als Straßenbauunternehmer tätig. Clem schloss die Texas Tech University ab und gehörte der Glaubensgemeinschaft der Baptisten an. Er diente während des Koreakrieges in der United States Air Force. Er züchtete ab 1972 mehrere Jahrzehnte Brahman-Rinder und war Mitglied in der Brahman Association und der National Cattlemen’s Beef Association.
In den 1970er Jahren war er in unregelmäßigen Abständen als Filmschauspieler tätig. Seine erste Nebenrolle erhielt er 1974 im Film Black Deals, 1975 spielte er in Winterhawk als Little Smith mit. 1976 war er in Herbststürme in der Rolle des Hog Hankins und in Der Umleger als Sergeant Mal Griffin zu sehen. 1977 folgte die Rolle des Abe Stroud in Grauadler. 1978 verkörperte er in Die Nordmänner die Rolle des Wikingers Olif. 1979 spielte er in Leadsville Nights die Rolle des Mr. Buckner. Nach einigen Jahren Filmpause war er abschließend in Boggy Creek II: And the Legend Continues in einer Nebenrolle zu sehen. Er war Mitglied im SAG-AFTRA.
Clem verstarb am 22. Juli 2017 im Alter von 84 Jahren in Texarkana.

## Filmografie
- 1974: Black Deals
- 1975: Winterhawk
- 1976: Herbststürme (The Winds of Autumn)
- 1976: Der Umleger/Der Phantomkiller (The Town That Dreaded Sundown)
- 1977: Grauadler (Grayeagle)
- 1978: Die Nordmänner (The Norseman)
- 1979: Leadsville Nights (The Evictors)
- 1985: Boggy Creek II: And the Legend Continues/The Barbaric Beast of Boggy Creek, Part II